# Hólmavík
Hólmavík es una población situada en Islandia occidental. 

## Geografía y territorio
Se encuentra en la zona este de la región de Vestfirðir. Tiene una población de 375 habitantes. La pesca y el pastoreo son actividades económicas importantes.  Holmavík cuenta con instalaciones turìsticas, y está comunicada por una ruta de autobús con Reikiavik. La iglesia moderna de Holmavík fue construida en 1968.

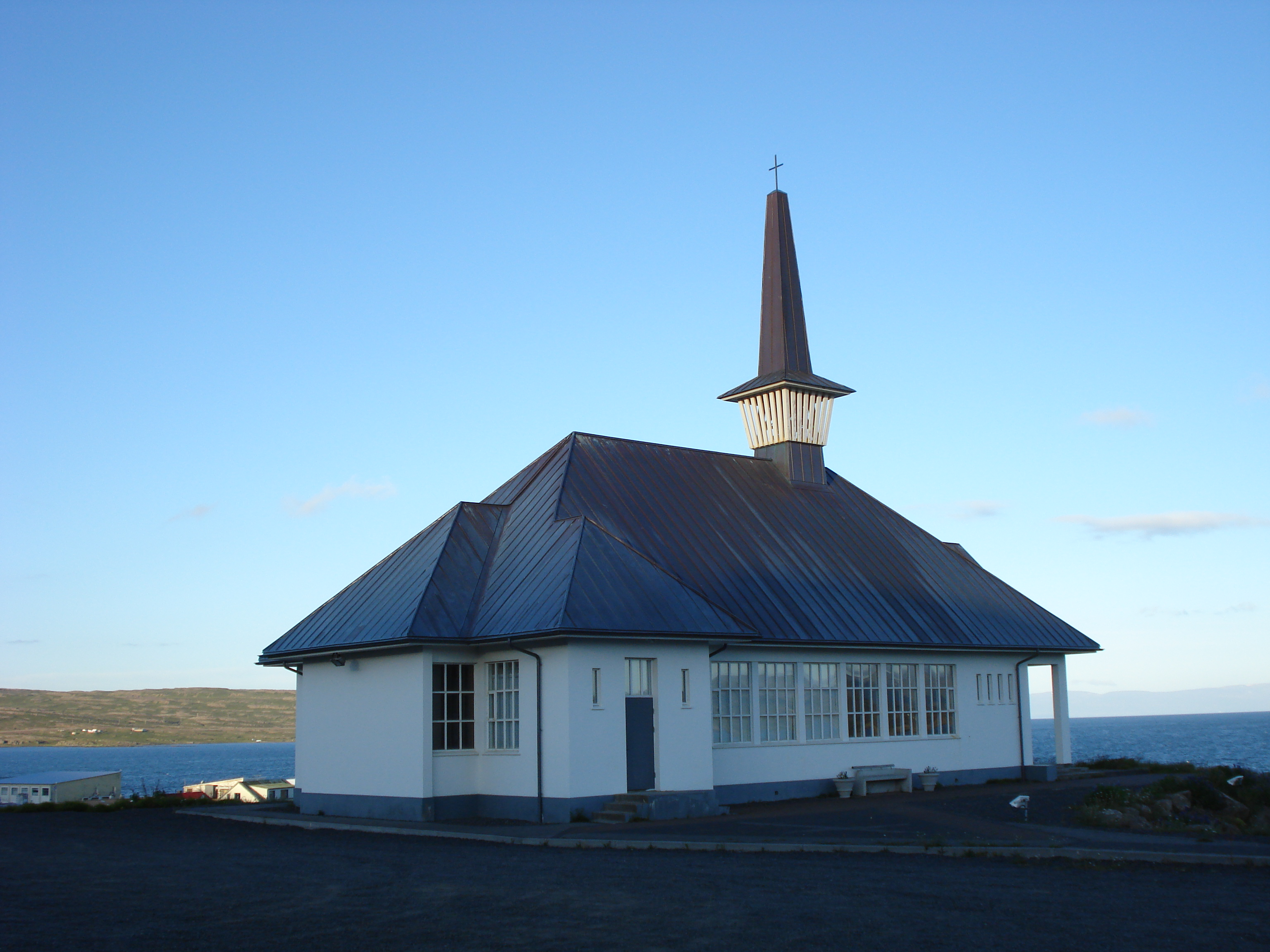
Iglesia de Holmavík